# Convocazioni per il campionato mondiale di hockey su ghiaccio maschile 2007
Ciascuna squadra partecipante al Campionato mondiale di hockey su ghiaccio maschile 2007 consisteva in almeno 15 giocatori (attaccanti e difensori) e 2 portieri, mentre al massimo si poteva disporre di 22 giocatori e 3 portieri.

## Gruppo A

### Italia
Allenatore:  Mickey Goulet.
Lista dei convocati aggiornata al 3 maggio 2007.
| N. | Pos. | Nome                     | Anno | Alt. | Peso | Tiro | Squadra          |
| -- | ---- | ------------------------ | ---- | ---- | ---- | ---- | ---------------- |
| 3  | D    | Carter Trevisani         | 1982 | 186  | 88   | L    | Södertälje SK    |
| 6  | D    | Michele Strazzabosco - A | 1976 | 193  | 98   | L    | Milano Vipers    |
| 7  | A    | Patrice Lefebvre         | 1967 | 165  | 70   | L    | Losanna          |
| 8  | D    | Florian Ramoser          | 1979 | 188  | 87   | L    | Bolzano          |
| 9  | A    | Giorgio De Bettin - A    | 1972 | 175  | 84   | R    | Cortina          |
| 10 | A    | Giulio Scandella         | 1983 | 183  | 84   | R    | Milano Vipers    |
| 11 | A    | Roland Ramoser           | 1972 | 190  | 92   | R    | Bolzano          |
| 12 | D    | André Signoretti         | 1979 | 174  | 80   | L    | Herning Blue Fox |
| 13 | A    | Luca Rigoni              | 1975 | 174  | 84   | L    | Milano Vipers    |
| 14 | D    | Carlo Lorenzi            | 1974 | 175  | 75   | R    | Alleghe          |
| 16 | A    | John Parco               | 1971 | 182  | 85   | L    | Asiago           |
| 18 | A    | Paolo Bustreo            | 1983 | 180  | 84   | L    | Ritten-Renon     |
| 22 | A    | Stefano Margoni          | 1975 | 182  | 85   | L    | Pontebba         |
| 24 | A    | Mario Chitarroni - C     | 1967 | 171  | 80   | R    | Milano Vipers    |
| 26 | D    | Armin Helfer             | 1980 | 188  | 84   | L    | Milano Vipers    |
| 27 | A    | Flavio Faggioni          | 1981 | 173  | 81   | R    | Bolzano          |
| 28 | A    | Manuel De Toni           | 1979 | 181  | 90   | L    | Alleghe          |
| 29 | P    | Jason Muzzatti           | 1970 | 186  | 87   | L    | Flint Generals   |
| 34 | A    | Jason Cirone             | 1971 | 177  | 93   | L    | RGV Killer Bees  |
| 39 | A    | Jonathan Pittis          | 1982 | 165  | 73   | R    | Asiago           |
| 50 | D    | Christian Borgatello     | 1982 | 176  | 84   | R    | Milano Vipers    |
| 55 | P    | Andrea Carpano           | 1976 | 184  | 80   | L    | Pontebba         |
| 71 | A    | Luca Ansoldi             | 1982 | 183  | 91   | R    | Cortina          |
| 73 | P    | Günther Hell             | 1978 | 174  | 81   | L    | Bolzano          |

LEGENDA:

P = Portiere, D = Difensore, A = Attaccante, L = sinistra, R = destra

### Lettonia
Allenatore:  Oļegs Znaroks.
Lista dei convocati aggiornata al 5 maggio 2007.
| N. | Pos. | Nome                     | Anno | Alt. | Peso | Tiro | Squadra              |
| -- | ---- | ------------------------ | ---- | ---- | ---- | ---- | -------------------- |
| 1  | P    | Mārtiņš Raitums          | 1985 | 180  | 80   | R    | Riga 2000            |
| 2  | A    | Rodrigo Laviņš - C       | 1974 | 180  | 84   | R    | Brynäs               |
| 3  | D    | Arvīds Reķis             | 1979 | 182  | 97   | L    | Augsburger Panther   |
| 4  | D    | Agris Saviels            | 1982 | 186  | 98   | L    | HKm Zvolen           |
| 5  | A    | Jānis Sprukts            | 1982 | 190  | 105  | L    | Rochester Americans  |
| 7  | D    | Guntis Galviņš           | 1986 | 186  | 87   | L    | Riga 2000            |
| 10 | A    | Lauris Dārziņš           | 1985 | 188  | 90   | R    | VHK Vsetín           |
| 12 | A    | Herberts Vasiļjevs - A   | 1976 | 180  | 75   | R    | Krefeld Pinguine     |
| 13 | A    | Grigorijs Panteļejevs    | 1972 | 176  | 90   | R    | Pontebba             |
| 14 | A    | Leonīds Tambijevs        | 1970 | 176  | 85   | R    | Merano               |
| 15 | D    | Aleksandrs Jerofejevs    | 1984 | 185  | 88   | L    | Poprad               |
| 16 | A    | Aleksejs Širokovs        | 1981 | 182  | 88   | R    | Atlant Mytišči       |
| 17 | A    | Aleksandrs Ņiživijs      | 1976 | 177  | 78   | R    | Torpedo N. Novg.     |
| 18 | D    | Georgijs Pujacs          | 1981 | 184  | 90   | R    | Atlant Mytišči       |
| 20 | A    | Kaspars Daugaviņš        | 1988 | 182  | 82   | L    | St. Michael's Majors |
| 21 | A    | Armands Bērziņš          | 1983 | 192  | 90   | L    | Riga 2000            |
| 22 | D    | Oļegs Sorokins           | 1974 | 177  | 82   | L    | Södertälje SK        |
| 23 | D    | Atvars Tribuncovs        | 1976 | 188  | 98   | L    | Färjestad            |
| 24 | A    | Miķelis Rēdlihs          | 1984 | 179  | 78   | L    | Junost Minsk         |
| 26 | A    | Aleksandrs Macijevskis   | 1975 | 177  | 80   | L    | Odense Bulldogs      |
| 27 | A    | Aleksandrs Semjonovs - A | 1972 | 181  | 91   | L    | Traktor Čeljabinsk   |
| 28 | A    | Guntis Džeriņš           | 1985 | 180  | 75   | L    | SK Riga 20           |
| 29 | A    | Mārtiņš Cipulis          | 1980 | 180  | 82   | L    | Poprad               |
| 30 | P    | Sergejs Naumovs          | 1969 | 177  | 78   | L    | Bolzano              |
| 31 | P    | Edgars Masaļskis         | 1980 | 176  | 78   | L    | Wölfe Freiburg       |

LEGENDA:

P = Portiere, D = Difensore, A = Attaccante, L = sinistra, R = destra

### Svezia
Allenatore:  Bengt-Åke Gustafsson.
Lista dei convocati aggiornata al 7 maggio 2007.
| N. | Pos. | Nome               | Anno | Alt. | Peso | Tiro | Squadra             |
| -- | ---- | ------------------ | ---- | ---- | ---- | ---- | ------------------- |
| 2  | D    | Tobias Enström     | 1984 | 178  | 80   | L    | MODO                |
| 4  | D    | Anton Strålman     | 1986 | 185  | 86   | R    | Timrå               |
| 6  | D    | Magnus Johansson   | 1973 | 178  | 82   | R    | Linköping           |
| 7  | D    | Jan Sandström      | 1978 | 183  | 89   | L    | Luleå               |
| 8  | A    | Patric Hörnqvist   | 1987 | 180  | 84   | R    | Djurgården          |
| 9  | A    | Tony Mårtensson    | 1980 | 184  | 89   | L    | Linköping           |
| 10 | A    | Alexander Steen    | 1984 | 183  | 92   | L    | Toronto Maple Leafs |
| 11 | A    | Magnus Kahnberg    | 1980 | 188  | 87   | R    | Frölunda            |
| 14 | A    | Mathias Månsson    | 1981 | 188  | 91   | L    | Brynäs              |
| 15 | A    | Rickard Wallin     | 1980 | 191  | 91   | L    | Lugano              |
| 17 | A    | Jonathan Hedström  | 1977 | 183  | 89   | L    | Timrå               |
| 18 | D    | Per Hållberg       | 1978 | 179  | 83   | L    | Zugo                |
| 19 | A    | Nicklas Bäckström  | 1987 | 184  | 85   | L    | Brynäs              |
| 20 | A    | Martin Thörnberg   | 1983 | 183  | 88   | L    | HV71                |
| 23 | A    | Fredrik Bremberg   | 1973 | 183  | 92   | L    | Djurgården          |
| 28 | D    | Dick Tärnström - A | 1975 | 185  | 93   | L    | Lugano              |
| 29 | D    | Kenny Jönsson - C  | 1974 | 191  | 93   | L    | Rögle               |
| 30 | P    | Erik Ersberg       | 1982 | 182  | 73   | L    | HV71                |
| 31 | P    | Johan Backlund     | 1981 | 187  | 90   | L    | Timrå               |
| 33 | A    | Fredrik Emvall     | 1976 | 193  | 96   | L    | Linköping           |
| 34 | A    | Daniel Henriksson  | 1978 | 177  | 74   | L    | Färjestad           |
| 44 | D    | Johan Åkerman      | 1972 | 181  | 91   | R    | HV71                |
| 72 | A    | Jörgen Jönsson - A | 1972 | 184  | 89   | L    | Färjestad           |
| 76 | A    | Johan Davidsson    | 1976 | 184  | 86   | L    | HV71                |
| 79 | A    | Fredrik Warg       | 1979 | 186  | 90   | R    | Timrå               |

LEGENDA:

P = Portiere, D = Difensore, A = Attaccante, L = sinistra, R = destra

### Svizzera
Allenatore:  Ralph Krueger.
Lista dei convocati aggiornata al 3 maggio 2007.
| N. | Pos. | Nome                  | Anno | Alt. | Peso | Tiro | Squadra            |
| -- | ---- | --------------------- | ---- | ---- | ---- | ---- | ------------------ |
| 1  | P    | Jonas Hiller          | 1982 | 188  | 82   | R    | Davos              |
| 2  | D    | Beat Gerber           | 1982 | 181  | 91   | L    | Berna              |
| 3  | D    | Julien Vauclair       | 1979 | 184  | 92   | L    | Lugano             |
| 5  | D    | Severin Blindenbacher | 1983 | 182  | 88   | R    | ZSC Lions          |
| 7  | D    | Mark Streit - C       | 1977 | 185  | 90   | L    | Montreal Canadiens |
| 10 | A    | Andres Ambühl         | 1983 | 176  | 87   | R    | Davos              |
| 11 | D    | Martin Steinegger     | 1972 | 187  | 92   | L    | Berna              |
| 12 | A    | Patric Della Rossa    | 1975 | 187  | 92   | R    | Basilea Sharks     |
| 15 | A    | Paul DiPietro         | 1970 | 175  | 82   | R    | Zugo               |
| 23 | A    | Thierry Paterlini     | 1975 | 184  | 96   | L    | ZSC Lions          |
| 24 | A    | Duri Camichel         | 1982 | 180  | 77   | L    | Zugo               |
| 25 | A    | Thibaut Monnet        | 1982 | 183  | 83   | L    | Friburgo-Gottéron  |
| 27 | A    | Valentin Wirz         | 1981 | 184  | 90   | L    | Lugano             |
| 29 | D    | Beat Forster          | 1983 | 187  | 92   | R    | ZSC Lions          |
| 32 | D    | Ivo Rüthemann - A     | 1976 | 172  | 76   | L    | Berna              |
| 33 | D    | Steve Hirschi         | 1981 | 180  | 84   | L    | Lugano             |
| 35 | A    | Sandy Jeannin - A     | 1976 | 180  | 81   | R    | Lugano             |
| 36 | A    | Marc Reichert         | 1980 | 190  | 102  | L    | Berna              |
| 39 | A    | Raffaele Sannitz      | 1971 | 187  | 93   | L    | Lugano             |
| 40 | P    | David Äbischer        | 1978 | 186  | 84   | L    | Montreal Canadiens |
| 57 | D    | Goran Bezina          | 1982 | 190  | 102  | L    | Ginevra-Servette   |
| 67 | A    | Romano Lemm           | 1984 | 182  | 86   | R    | Kloten Flyers      |
| 79 | P    | Daniel Manzato        | 1984 | 184  | 81   | L    | Basilea Sharks     |
| 86 | A    | Julien Sprunger       | 1986 | 196  | 88   | R    | Friburgo-Gottéron  |
| 97 | A    | Adrian Wichser        | 1980 | 180  | 79   | L    | ZSC Lions          |

LEGENDA:

P = Portiere, D = Difensore, A = Attaccante, L = sinistra, R = destra

## Gruppo B

### Austria
Allenatore:  Jim Boni.
Lista dei convocati aggiornata al 3 maggio 2007.
| N. | Pos. | Nome                  | Anno | Alt. | Peso | Tiro | Squadra             |
| -- | ---- | --------------------- | ---- | ---- | ---- | ---- | ------------------- |
| 4  | D    | Gerhard Unterluggauer | 1976 | 177  | 88   | L    | Innsbruck           |
| 11 | D    | Philippe Lakos        | 1980 | 192  | 100  | R    | Vienna Capitals     |
| 16 | A    | Patrick Harand        | 1984 | 183  | 84   | L    | Red Bull Salisburgo |
| 18 | A    | Thomas Koch           | 1983 | 173  | 77   | L    | Red Bull Salisburgo |
| 19 | A    | Philipp Lukas         | 1979 | 177  | 86   | R    | Black Wings Linz    |
| 20 | A    | Daniel Welser         | 1972 | 187  | 92   | L    | Skellefteå AIK      |
| 21 | A    | Matthias Trattnig     | 1979 | 185  | 95   | L    | Red Bull Salisburgo |
| 22 | D    | Thomas Pfeffer        | 1980 | 194  | 96   | L    | Villacher SV        |
| 25 | D    | Jamie Mattie          | 1980 | 182  | 83   | L    | Graz 99ers          |
| 27 | D    | Jeremy Rebek          | 1976 | 179  | 88   | R    | KAC                 |
| 31 | P    | Bernd Brückler        | 1981 | 186  | 86   | L    | Espoo Blues         |
| 32 | D    | André Lakos           | 1973 | 203  | 103  | R    | Red Bull Salisburgo |
| 34 | A    | Markus Peintner       | 1983 | 187  | 92   | L    | Villacher SV        |
| 36 | A    | Marco Pewal           | 1978 | 178  | 78   | L    | Red Bull Salisburgo |
| 38 | P    | Reinhard Divis        | 1975 | 184  | 90   | L    | Red Bull Salisburgo |
| 44 | D    | Michael Stewart - A   | 1972 | 189  | 97   | L    | Villacher SV        |
| 45 | A    | David Schuller        | 1980 | 182  | 91   | L    | Vienna Capitals     |
| 47 | D    | Martin Ulrich - A     | 1969 | 188  | 90   | L    | Red Bull Salisburgo |
| 54 | A    | Raimund Divis         | 1978 | 184  | 84   | L    | Black Wings Linz    |
| 55 | D    | Robert Lukas          | 1978 | 177  | 84   | L    | Vienna Capitals     |
| 66 | P    | Patrick Machreich     | 1980 | 182  | 76   | L    | Black Wings Linz    |
| 67 | A    | Gregor Baumgartner    | 1979 | 185  | 90   | L    | Black Wings Linz    |
| 74 | A    | Dieter Kalt - C       | 1974 | 175  | 83   | R    | Red Bull Salisburgo |
| 91 | A    | Oliver Setzinger      | 1983 | 183  | 89   | L    | Vienna Capitals     |

LEGENDA:

P = Portiere, D = Difensore, A = Attaccante, L = sinistra, R = destra

### Bielorussia
Allenatore:  Curt Fraser.
Lista dei convocati aggiornata al 6 maggio 2007.
| N. | Pos. | Nome                    | Anno | Alt. | Peso | Tiro | Squadra             |
| -- | ---- | ----------------------- | ---- | ---- | ---- | ---- | ------------------- |
| 2  | P    | Sjarhej Šabanaŭ         | 1974 | 179  | 80   | L    | Metallurg Novok.    |
| 3  | D    | Aleh Ljavonc'eŭ         | 1970 | 178  | 92   | L    | Junost Minsk        |
| 4  | D    | Aljaksandr Makrycki - A | 1971 | 182  | 90   | L    | Dinamo Minsk        |
| 5  | D    | Aljaksandr Radzinski    | 1978 | 189  | 92   | R    | Keramin Minsk       |
| 7  | D    | Sjarhej Erkovič         | 1974 | 190  | 93   | L    | Junost Minsk        |
| 8  | A    | Andrėj Michalëv         | 1978 | 182  | 90   | L    | Keramin Minsk       |
| 10 | A    | Aleh Antonenka - C      | 1971 | 187  | 92   | R    | Dinamo Minsk        |
| 11 | A    | Aljaksandr Kulakoŭ      | 1983 | 182  | 93   | L    | Dinamo Minsk        |
| 14 | A    | Aljaksej Strachaŭ       | 1975 | 173  | 84   | R    | Keramin Minsk       |
| 15 | D    | Andrėj Hlebaŭ           | 1980 | 188  | 95   | L    | Dinamo Minsk        |
| 18 | A    | Aljaksej Uharaŭ         | 1985 | 176  | 80   | L    | Neftechimik         |
| 19 | A    | Dzmitryj Mjaleška       | 1982 | 181  | 81   | R    | Salavat Julaev      |
| 21 | A    | Sjarhej Dzjamahin       | 1986 | 183  | 79   | L    | Dinamo Minsk        |
| 22 | A    | Sjarhej Zadzjalënaŭ     | 1976 | 178  | 88   | L    | Neftechimik         |
| 26 | A    | Sjarhej Kukuškin        | 1985 | 190  | 88   | L    | Lada Togliatti      |
| 27 | A    | Aljaksandr Žurik        | 1975 | 193  | 100  | L    | Dinamo Minsk        |
| 29 | A    | Kanstanzin Kal'coŭ - A  | 1981 | 185  | 92   | L    | Salavat Julaev      |
| 30 | P    | Arcëm Val'koŭ           | 1985 | 181  | 81   | L    | Junost Minsk        |
| 31 | P    | Andrėj Mezin            | 1974 | 180  | 78   | L    | Salavat Julaev      |
| 33 | P    | Scjapan Haračzŭskich    | 1985 | 175  | 74   | L    | Junost Minsk        |
| 43 | D    | Viktar Kascjučonak      | 1979 | 187  | 90   | L    | Lada Togliatti      |
| 45 | A    | Aljaksandr Baraŭkoŭ     | 1982 | 178  | 90   | L    | Chimvalakno Mahilëŭ |
| 70 | D    | Uladzimir Dzianisaŭ     | 1984 | 180  | 90   | L    | Lada Togliatti      |
| 77 | A    | Dzmitryj Dudzik         | 1977 | 184  | 91   | R    | Dinamo Minsk        |
| 93 | A    | Jaŭhen Kurilin          | 1979 | 182  | 80   | R    | Dinamo Minsk        |

LEGENDA:

P = Portiere, D = Difensore, A = Attaccante, L = sinistra, R = destra

### Rep. Ceca
Allenatore:  Alois Hadamczik.
Lista dei convocati aggiornata al 9 maggio 2007.
| N. | Pos. | Nome                | Anno | Alt. | Peso | Tiro | Squadra               |
| -- | ---- | ------------------- | ---- | ---- | ---- | ---- | --------------------- |
| 3  | D    | Marek Židlický      | 1977 | 180  | 85   | R    | Nashville Predators   |
| 4  | D    | Zbyněk Michálek     | 1982 | 184  | 79   | R    | Phoenix Coyotes       |
| 5  | D    | Michal Barinka      | 1984 | 192  | 102  | L    | Berna                 |
| 6  | D    | Ladislav Šmíd       | 1986 | 187  | 70   | L    | Edmonton Oilers       |
| 9  | A    | David Výborný - C   | 1975 | 179  | 82   | R    | Columbus Blue Jackets |
| 10 | A    | Petr Hubáček        | 1979 | 183  | 82   | R    | Berna                 |
| 13 | A    | Jiří Novotný        | 1983 | 187  | 84   | R    | Washington Capitals   |
| 14 | A    | Tomáš Plekanec      | 1982 | 178  | 89   | L    | Montreal Canadiens    |
| 15 | A    | Jan Marek           | 1979 | 179  | 81   | R    | Magnitogorsk          |
| 16 | A    | Petr Čajánek - A    | 1975 | 181  | 80   | L    | St. Louis Blues       |
| 17 | A    | Jaroslav Hlinka - A | 1976 | 179  | 84   | L    | Sparta Praga          |
| 24 | A    | Zbyněk Irgl         | 1980 | 179  | 83   | R    | Davos                 |
| 25 | A    | Jaroslav Bednář     | 1976 | 182  | 84   | R    | Slavia Praga          |
| 31 | P    | Adam Svoboda        | 1978 | 177  | 82   | L    | Slavia Praga          |
| 32 | P    | Roman Čechmánek     | 1971 | 191  | 86   | L    | Oceláři Trinec        |
| 36 | D    | Petr Čáslava        | 1979 | 193  | 99   | L    | Pardubice             |
| 37 | A    | Petr Sýkora         | 1978 | 191  | 101  | R    | Pardubice             |
| 40 | A    | Jaroslav Balaštík   | 1979 | 190  | 90   | L    | HV71                  |
| 60 | A    | Tomáš Rolinek       | 1980 | 177  | 83   | L    | Pardubice             |
| 62 | A    | Petr Tenkrát        | 1977 | 182  | 83   | R    | Boston Bruins         |
| 77 | D    | Radek Hamr          | 1974 | 180  | 86   | L    | Kloten Flyers         |
| 79 | P    | Marek Pinc          | 1979 | 175  | 80   | L    | Bienne                |
| 83 | D    | Jan Platil          | 1983 | 189  | 94   | L    | CSKA Mosca            |
| 85 | A    | Rostislav Olesz     | 1985 | 184  | 87   | L    | Florida Panthers      |
| 97 | D    | Rostislav Klesla    | 1982 | 191  | 91   | L    | Columbus Blue Jackets |

LEGENDA:

P = Portiere, D = Difensore, A = Attaccante, L = sinistra, R = destra

### Stati Uniti
Allenatore:  Mike Sullivan.
Lista dei convocati aggiornata al 10 maggio 2007.
| N. | Pos. | Nome              | Anno | Alt. | Peso | Tiro | Squadra               |
| -- | ---- | ----------------- | ---- | ---- | ---- | ---- | --------------------- |
| 1  | P    | Cory Schneider    | 1986 | 188  | 91   | L    | Boston College Eagles |
| 2  | D    | Brian Pothier     | 1977 | 183  | 88   | R    | Washington Capitals   |
| 3  | D    | Jack Johnson      | 1987 | 185  | 91   | L    | Los Angeles Kings     |
| 5  | D    | Matt Greene       | 1983 | 191  | 101  | R    | Edmonton Oilers       |
| 6  | D    | Erik Johnson      | 1988 | 193  | 101  | R    | Minnesota Gophers     |
| 7  | D    | Ryan Suter        | 1985 | 185  | 89   | L    | Nashville Predators   |
| 8  | A    | Phil Kessel       | 1987 | 183  | 86   | R    | Boston Bruins         |
| 9  | A    | Zach Parise       | 1984 | 181  | 86   | L    | New Jersey Devils     |
| 10 | A    | Brandon Bochenski | 1982 | 185  | 90   | R    | Boston Bruins         |
| 11 | A    | Paul Stastny      | 1985 | 186  | 95   | L    | Colorado Avalanche    |
| 12 | A    | Lee Stempniak     | 1983 | 183  | 86   | R    | St. Louis Blues       |
| 16 | A    | Nathan Davis      | 1986 | 185  | 87   | L    | Miami RedHawks        |
| 17 | A    | Chris Clark - C   | 1976 | 183  | 91   | R    | Washington Capitals   |
| 18 | A    | David Backes      | 1984 | 191  | 93   | R    | St. Louis Blues       |
| 20 | A    | Toby Petersen     | 1978 | 178  | 89   | L    | Edmonton Oilers       |
| 24 | D    | Andrew Hutchinson | 1980 | 188  | 93   | R    | Carolina Hurricanes   |
| 26 | A    | Erik Cole - A     | 1978 | 188  | 93   | L    | Carolina Hurricanes   |
| 28 | A    | Adam Hall - A     | 1980 | 191  | 93   | R    | Minnesota Wild        |
| 33 | P    | Jason Bacashihua  | 1982 | 185  | 80   | L    | St. Louis Blues       |
| 39 | A    | Tyler Arnason     | 1979 | 180  | 93   | L    | Colorado Avalanche    |
| 41 | D    | Andrew Alberts    | 1981 | 193  | 99   | L    | Boston Bruins         |
| 43 | A    | Ryan Callahan     | 1985 | 182  | 88   | R    | New York Rangers      |
| 44 | D    | Keith Ballard     | 1982 | 180  | 94   | L    | Phoenix Coyotes       |
| 47 | P    | John Grahame      | 1975 | 191  | 100  | L    | Carolina Hurricanes   |
| 59 | A    | Chad Larose       | 1982 | 178  | 82   | R    | Carolina Hurricanes   |

LEGENDA:

P = Portiere, D = Difensore, A = Attaccante, L = sinistra, R = destra

## Gruppo C

### Canada
Allenatore:  Ken Hitchcock.
Lista dei convocati aggiornata al 4 maggio 2007.
| N. | Pos. | Nome             | Anno | Alt. | Peso | Tiro | Squadra               |
| -- | ---- | ---------------- | ---- | ---- | ---- | ---- | --------------------- |
| 2  | D    | Dan Hamhuis      | 1982 | 185  | 91   | L    | Nashville Predators   |
| 3  | D    | Dion Phaneuf     | 1985 | 188  | 93   | L    | Calgary Flames        |
| 4  | D    | Eric Brewer - A  | 1979 | 191  | 100  | L    | St. Louis Blues       |
| 5  | D    | Barret Jackman   | 1981 | 182  | 97   | L    | St. Louis Blues       |
| 6  | D    | Shea Weber       | 1985 | 191  | 93   | R    | Nashville Predators   |
| 9  | A    | Jay McClement    | 1983 | 185  | 90   | L    | St. Louis Blues       |
| 10 | A    | Jordan Staal     | 1988 | 191  | 93   | L    | Pittsburgh Penguins   |
| 11 | A    | Justin Williams  | 1981 | 185  | 88   | R    | Carolina Hurricanes   |
| 12 | A    | Eric Staal       | 1984 | 193  | 84   | L    | Carolina Hurricanes   |
| 13 | A    | Mike Cammalleri  | 1982 | 175  | 84   | L    | Los Angeles Kings     |
| 16 | A    | Jonathan Toews   | 1988 | 185  | 90   | L    | ND Fighting Hawks     |
| 18 | A    | Matthew Lombardi | 1982 | 182  | 88   | L    | Calgary Flames        |
| 19 | A    | Shane Doan - C   | 1976 | 188  | 98   | R    | Phoenix Coyotes       |
| 20 | A    | Colby Armstrong  | 1982 | 188  | 88   | R    | Pittsburgh Penguins   |
| 21 | A    | Jamal Mayers - A | 1974 | 188  | 100  | L    | St. Louis Blues       |
| 22 | D    | Mike Commodore   | 1979 | 196  | 103  | R    | Carolina Hurricanes   |
| 23 | D    | Cory Murphy      | 1978 | 175  | 88   | R    | HIFK                  |
| 25 | A    | Jason Chimera    | 1979 | 188  | 93   | L    | Columbus Blue Jackets |
| 30 | P    | Cam Ward         | 1984 | 185  | 91   | L    | Carolina Hurricanes   |
| 35 | P    | Dwayne Roloson   | 1969 | 185  | 86   | L    | Edmonton Oilers       |
| 50 | P    | Chris Mason      | 1976 | 182  | 88   | L    | Nashville Predators   |
| 55 | D    | Nick Schultz     | 1982 | 185  | 93   | L    | Minnesota Wild        |
| 61 | A    | Rick Nash        | 1984 | 193  | 98   | L    | Columbus Blue Jackets |

LEGENDA:

P = Portiere, D = Difensore, A = Attaccante, L = sinistra, R = destra

### Germania
Allenatore:  Uwe Krupp.
Lista dei convocati aggiornata al 3 maggio 2007.
| N. | Pos. | Nome                | Anno | Alt. | Peso | Tiro | Squadra             |
| -- | ---- | ------------------- | ---- | ---- | ---- | ---- | ------------------- |
| 1  | P    | Oliver Jonas        | 1979 | 184  | 78   | L    | Kölner Haie         |
| 8  | D    | Sebastian Osterloh  | 1983 | 186  | 92   | L    | Frankfurt Lions     |
| 9  | D    | Tobias Draxinger    | 1985 | 191  | 89   | L    | Eisbären Berlino    |
| 11 | A    | Sven Felski - A     | 1974 | 180  | 78   | L    | Eisbären Berlino    |
| 16 | A    | Michael Wolf        | 1981 | 177  | 78   | R    | Iserlohn Roosters   |
| 20 | D    | Robert Dietrich     | 1986 | 180  | 84   | L    | DEG Metro Stars     |
| 21 | A    | John Tripp          | 1977 | 192  | 104  | R    | ERC Ingolstadt      |
| 22 | D    | Michael Bakos - A   | 1979 | 190  | 94   | R    | ERC Ingolstadt      |
| 24 | A    | André Rankel        | 1985 | 186  | 89   | L    | Eisbären Berlino    |
| 25 | D    | Robin Breitbach     | 1982 | 193  | 106  | L    | Ginevra-Servette    |
| 26 | A    | Daniel Kreutzer - C | 1979 | 176  | 87   | L    | DEG Metro Stars     |
| 27 | D    | Martin Ancicka      | 1974 | 185  | 93   | L    | Adler Mannheim      |
| 29 | A    | Alexander Barta     | 1983 | 179  | 78   | R    | Hamburg Freezers    |
| 30 | P    | Dimitri Kotschnew   | 1981 | 184  | 80   | L    | Iserlohn Roosters   |
| 33 | A    | Michael Hackert     | 1981 | 183  | 88   | L    | Frankfurt Lions     |
| 40 | P    | Dimitri Pätzold     | 1983 | 184  | 87   | L    | San Jose Sharks     |
| 43 | D    | Felix Petermann     | 1984 | 183  | 88   | L    | Adler Mannheim      |
| 46 | A    | Florian Busch       | 1985 | 186  | 85   | L    | Eisbären Berlino    |
| 47 | A    | Christoph Ullmann   | 1983 | 182  | 87   | L    | Adler Mannheim      |
| 48 | D    | Frank Hördler       | 1985 | 181  | 82   | L    | Eisbären Berlino    |
| 52 | D    | Alexander Sulzer    | 1984 | 187  | 92   | L    | DEG Metro Stars     |
| 56 | A    | Alexander Polaczek  | 1980 | 178  | 85   | L    | Nürnberg Ice Tigers |
| 72 | A    | Petr Fical          | 1977 | 177  | 82   | R    | Nürnberg Ice Tigers |
| 85 | A    | Yannic Seidenberg   | 1984 | 172  | 80   | L    | ERC Ingolstadt      |
| 87 | A    | Philip Gogulla      | 1987 | 188  | 80   | L    | Kölner Haie         |

LEGENDA:

P = Portiere, D = Difensore, A = Attaccante, L = sinistra, R = destra

### Norvegia
Allenatore:  Roy Johansen.
Lista dei convocati aggiornata al 2 maggio 2007.
| N. | Pos. | Nome                  | Anno | Alt. | Peso | Tiro | Squadra           |
| -- | ---- | --------------------- | ---- | ---- | ---- | ---- | ----------------- |
| 1  | P    | Halvor Hårstad-Evjen  | 1981 | 189  | 92   | L    | Frisk Tigers      |
| 3  | D    | Cato Ørbæk            | 1983 | 172  | 81   | L    | Storhamar Dragons |
| 4  | D    | Mattias Livf          | 1974 | 183  | 92   | L    | Storhamar Dragons |
| 6  | D    | Jonas Holøs           | 1987 | 180  | 89   | R    | Sparta Warriors   |
| 7  | D    | Tommy Jakobsen - C    | 1970 | 173  | 83   | L    | Graz 99ers        |
| 8  | A    | Mads Hansen - A       | 1978 | 184  | 85   | L    | Brynäs            |
| 10 | A    | Lars Erik Spets       | 1985 | 178  | 80   | L    | Brynäs            |
| 12 | A    | Knut Henrik Spets     | 1982 | 190  | 90   | R    | Nyköpings Hockey  |
| 14 | A    | Marius Trygg          | 1976 | 177  | 79   | L    | Stavanger Oilers  |
| 16 | D    | Erik Ryman - A        | 1972 | 180  | 87   | L    | Alleghe           |
| 20 | A    | Anders Bastiansen     | 1980 | 190  | 93   | L    | Mora              |
| 21 | D    | Morten Ask            | 1980 | 185  | 86   | L    | Djurgården        |
| 23 | D    | Mats Trygg            | 1976 | 179  | 80   | R    | Kölner Haie       |
| 24 | A    | Jonas Andersen        | 1981 | 184  | 85   | R    | Sparta Warriors   |
| 25 | A    | Steffen Thoresen      | 1985 | 180  | 85   | L    | Storhamar Dragons |
| 28 | A    | Kjell Richard Nygaard | 1978 | 181  | 88   | L    | Vålerenga         |
| 29 | A    | Kristian Forsberg     | 1986 | 183  | 84   | R    | Storhamar Dragons |
| 33 | P    | Pål Grotnes           | 1977 | 188  | 86   | L    | IK Comet          |
| 35 | A    | Alexander Nervik      | 1979 | 183  | 90   | L    | Vålerenga         |
| 36 | D    | Lars Erik Lund        | 1974 | 187  | 94   | L    | Vålerenga         |
| 39 | P    | Mathias Gundersen     | 1985 | 180  | 77   | L    | Stavanger Oilers  |
| 41 | A    | Patrick Thoresen      | 1983 | 183  | 85   | L    | Edmonton Oilers   |
| 46 | A    | Mathis Olimb          | 1986 | 178  | 80   | L    | Vålerenga         |

LEGENDA:

P = Portiere, D = Difensore, A = Attaccante, L = sinistra, R = destra

### Slovacchia
Allenatore:  Július Šupler.
Lista dei convocati aggiornata al 9 maggio 2007.
| N. | Pos. | Nome               | Anno | Alt. | Peso | Tiro | Squadra             |
| -- | ---- | ------------------ | ---- | ---- | ---- | ---- | ------------------- |
| 2  | P    | Branislav Konrád   | 1987 | 188  | 77   | L    | Nitra               |
| 3  | D    | Zdeno Chára - A    | 1977 | 205  | 117  | L    | Boston Bruins       |
| 7  | D    | Martin Štrbák      | 1975 | 191  | 96   | L    | CSKA Mosca          |
| 10 | A    | Marián Gáborík     | 1982 | 186  | 87   | L    | Minnesota Wild      |
| 14 | A    | Andrej Podkonický  | 1978 | 184  | 95   | L    | Bílí Tygři Liberec  |
| 15 | D    | Dominik Graňák     | 1983 | 182  | 80   | L    | Slavia Praga        |
| 16 | A    | Roman Kukumberg    | 1980 | 184  | 86   | R    | Slovan Bratislava   |
| 18 | A    | Miroslav Šatan - C | 1974 | 188  | 87   | L    | New York Islanders  |
| 19 | A    | Branko Radivojevič | 1980 | 187  | 95   | R    | Minnesota Wild      |
| 21 | A    | Radovan Somík      | 1977 | 191  | 89   | R    | Severstal’          |
| 22 | A    | Richard Kapuš      | 1973 | 182  | 93   | L    | Metallurg Novok.    |
| 26 | A    | Tibor Melichárek   | 1976 | 184  | 88   | L    | Dukla Trenčín       |
| 28 | A    | Ivan Čiernik       | 1977 | 183  | 89   | L    | Kölner Haie         |
| 37 | D    | Peter Podhradský   | 1979 | 187  | 92   | R    | Frankfurt Lions     |
| 38 | A    | Pavol Demitra - A  | 1974 | 182  | 93   | L    | Minnesota Wild      |
| 41 | P    | Jaroslav Halák     | 1985 | 182  | 76   | L    | Montreal Canadiens  |
| 43 | A    | Tomáš Surový       | 1981 | 183  | 87   | L    | Luleå               |
| 47 | A    | Miroslav Kováčik   | 1978 | 183  | 87   | L    | Sibir’ Novosibirsk  |
| 55 | D    | Tomáš Starosta     | 1981 | 183  | 89   | L    | Neftechimik         |
| 60 | P    | Karol Križan       | 1980 | 178  | 83   | L    | MODO                |
| 68 | D    | Milan Jurčina      | 1983 | 195  | 101  | L    | Washington Capitals |
| 71 | A    | Tomáš Harant       | 1980 | 191  | 91   | L    | Lowell Devils       |
| 75 | D    | Richard Stehlík    | 1984 | 195  | 110  | R    | Sparta Praga        |
| 79 | A    | Marek Uram         | 1974 | 181  | 82   | L    | Slovan Bratislava   |
| 81 | A    | Marián Hossa       | 1979 | 190  | 90   | L    | Atlanta Thrashers   |

LEGENDA:

P = Portiere, D = Difensore, A = Attaccante, L = sinistra, R = destra

## Gruppo D

### Danimarca
Allenatore:  Mike Sirant.
Lista dei convocati aggiornata al 3 maggio 2007.
| N. | Pos. | Nome                  | Anno | Alt. | Peso | Tiro | Squadra              |
| -- | ---- | --------------------- | ---- | ---- | ---- | ---- | -------------------- |
| 1  | P    | Simon Nielsen         | 1986 | 188  | 86   | L    | Rødovre Mighty Bulls |
| 2  | D    | Rasmus Pander         | 1976 | 182  | 81   | L    | Herning Blue Fox     |
| 4  | D    | Mads Bødker           | 1987 | 174  | 77   | L    | Rögle                |
| 5  | D    | Daniel Nielsen        | 1982 | 182  | 80   | R    | Herning Blue Fox     |
| 6  | D    | Stefan Lassen         | 1985 | 190  | 83   | L    | Herning Blue Fox     |
| 7  | D    | Jesper Damgaard - C   | 1975 | 188  | 93   | R    | Augsburger Panther   |
| 9  | A    | Peter Regin           | 1986 | 186  | 85   | L    | Timrå                |
| 10 | A    | Bo Nordby Tranholm    | 1979 | 182  | 85   | L    | Aalborg              |
| 11 | A    | Michael Smidt         | 1979 | 178  | 80   | R    | Rødovre Mighty Bulls |
| 13 | A    | Morten Green - A      | 1981 | 183  | 88   | L    | Leksand              |
| 14 | A    | Kirill Starkov        | 1987 | 186  | 80   | L    | Red Deer Rebels      |
| 16 | A    | Christoffer Kjærgaard | 1980 | 188  | 96   | L    | Herning Blue Fox     |
| 18 | A    | Mads Christensen      | 1987 | 177  | 76   | L    | Herning Blue Fox     |
| 19 | A    | Kim Staal             | 1978 | 182  | 88   | R    | Milwaukee Admirals   |
| 20 | A    | Rasmus Olsen          | 1980 | 186  | 84   | L    | Aalborg              |
| 21 | A    | Thor Dresler          | 1979 | 188  | 93   | L    | Herlev Hornets       |
| 24 | A    | Alexander Sundberg    | 1981 | 195  | 85   | L    | Rødovre Mighty Bulls |
| 25 | D    | Andreas Andreasen     | 1976 | 184  | 95   | L    | EfB Ishockey         |
| 27 | A    | Jens Nielsen          | 1969 | 182  | 82   | L    | Aalborg              |
| 29 | A    | Morten Madsen         | 1987 | 190  | 85   | L    | Victoriaville Tigres |
| 30 | P    | Michael Madsen        | 1980 | 178  | 84   | L    | Herlev Hornets       |
| 31 | P    | Peter Hirsch          | 1979 | 182  | 78   | R    | Leksand              |
| 51 | A    | Frans Nielsen - A     | 1984 | 184  | 80   | L    | New York Islanders   |
| 55 | D    | Mads Møller           | 1982 | 184  | 94   | R    | Aalborg              |

LEGENDA:

P = Portiere, D = Difensore, A = Attaccante, L = sinistra, R = destra

### Finlandia
Allenatore:  Erkka Westerlund.
Lista dei convocati aggiornata al 12 maggio 2007.
| N. | Pos. | Nome                 | Anno | Alt. | Peso | Tiro | Squadra               |
| -- | ---- | -------------------- | ---- | ---- | ---- | ---- | --------------------- |
| 3  | D    | Petteri Nummelin - A | 1972 | 178  | 83   | L    | Minnesota Wild        |
| 4  | D    | Ville Koistinen      | 1982 | 183  | 85   | L    | Milwaukee Admirals    |
| 5  | D    | Lasse Kukkonen       | 1981 | 183  | 85   | L    | Philadelphia Flyers   |
| 7  | D    | Aki-Petteri Berg     | 1977 | 193  | 98   | L    | TPS                   |
| 9  | D    | Mikko Koivu          | 1983 | 188  | 85   | L    | Minnesota Wild        |
| 10 | A    | Sean Bergenheim      | 1984 | 181  | 89   | L    | Frölunda              |
| 15 | A    | Tuomo Ruutu          | 1983 | 185  | 96   | L    | Chicago Blackhawks    |
| 16 | A    | Ville Peltonen - C   | 1973 | 180  | 84   | L    | Florida Panthers      |
| 18 | D    | Tuukka Mäntylä       | 1981 | 176  | 80   | L    | Tappara               |
| 20 | A    | Antti Miettinen      | 1980 | 182  | 84   | R    | Dallas Stars          |
| 22 | A    | Mika Pyörälä         | 1981 | 182  | 79   | L    | Oulun Kärpät          |
| 24 | A    | Jari Viuhkola        | 1980 | 183  | 85   | L    | Oulun Kärpät          |
| 25 | A    | Jukka Hentunen       | 1974 | 178  | 85   | R    | Lugano                |
| 26 | A    | Jere Lehtinen        | 1973 | 182  | 89   | R    | Dallas Stars          |
| 27 | A    | Timo Pärssinen       | 1977 | 178  | 86   | L    | Timrå                 |
| 30 | P    | Fredrik Norrena      | 1973 | 183  | 85   | L    | Columbus Blue Jackets |
| 32 | P    | Kari Lehtonen        | 1983 | 191  | 91   | L    | Atlanta Thrashers     |
| 33 | D    | Pekka Saravo         | 1979 | 189  | 94   | L    | Luleå                 |
| 34 | D    | Toni Söderholm       | 1978 | 188  | 84   | L    | Berna                 |
| 35 | P    | Sinuhe Wallinheimo   | 1972 | 189  | 90   | R    | JYP                   |
| 37 | A    | Jarkko Ruutu - A     | 1975 | 188  | 93   | L    | Pittsburgh Penguins   |
| 39 | A    | Niko Kapanen         | 1978 | 177  | 80   | L    | Phoenix Coyotes       |
| 41 | A    | Petri Kontiola       | 1984 | 182  | 88   | R    | Tappara               |
| 44 | D    | Jukka-Pekka Laamanen | 1976 | 178  | 82   | L    | Oulun Kärpät          |
| 71 | A    | Tomi Kallio          | 1977 | 184  | 85   | L    | Frölunda              |

LEGENDA:

P = Portiere, D = Difensore, A = Attaccante, L = sinistra, R = destra

### Russia
Allenatore:  Vjačeslav Bykov.
Lista dei convocati aggiornata al 12 maggio 2007.
| N. | Pos. | Nome                 | Anno | Alt. | Peso | Tiro | Squadra             |
| -- | ---- | -------------------- | ---- | ---- | ---- | ---- | ------------------- |
| 2  | D    | Kontantin Korneev    | 1984 | 182  | 83   | L    | CSKA Mosca          |
| 3  | D    | Aleksej Emelin       | 1986 | 186  | 96   | L    | Lada Togliatti      |
| 5  | D    | Il'ja Nikulin        | 1982 | 191  | 98   | L    | Ak Bars Kazan’      |
| 6  | D    | Maksim Kondrat'ev    | 1983 | 186  | 87   | L    | Lada Togliatti      |
| 7  | D    | Denis Grebeškov      | 1983 | 185  | 93   | L    | Lok. Jaroslavl’     |
| 8  | A    | Aleksandr Ovečkin    | 1985 | 188  | 103  | R    | Washington Capitals |
| 11 | A    | Evgenij Malkin       | 1986 | 191  | 91   | L    | Pittsburgh Penguins |
| 12 | A    | Danis Zaripov        | 1981 | 183  | 81   | L    | Ak Bars Kazan’      |
| 13 | A    | Ivan Neprjaev        | 1982 | 188  | 90   | L    | Lok. Jaroslavl’     |
| 15 | A    | Nikolaj Kulëmin      | 1986 | 185  | 95   | L    | Magnitogorsk        |
| 18 | A    | Sergej Brylin        | 1974 | 176  | 88   | L    | New Jersey Devils   |
| 21 | A    | Aleksandr Charitonov | 1976 | 172  | 80   | R    | Dinamo Mosca        |
| 22 | A    | Aleksandr Radulov    | 1986 | 185  | 91   | L    | Nashville Predators |
| 24 | A    | Aleksandr Frolov     | 1982 | 188  | 98   | R    | Los Angeles Kings   |
| 25 | A    | Pëtr Sčastlivyj - C  | 1979 | 184  | 93   | R    | Atlant Mytišči      |
| 27 | D    | Vitalij Atjušov      | 1979 | 187  | 89   | L    | Magnitogorsk        |
| 30 | P    | Aleksandr Erëmenko   | 1980 | 180  | 76   | L    | Ak Bars Kazan’      |
| 42 | A    | Sergej Zinov'ev      | 1980 | 180  | 82   | L    | Ak Bars Kazan’      |
| 45 | D    | Vitalij Proškin      | 1976 | 192  | 96   | L    | Ak Bars Kazan’      |
| 52 | D    | Andrej Markov - A    | 1978 | 183  | 92   | L    | Montreal Canadiens  |
| 55 | D    | Sergej Gončar        | 1974 | 186  | 95   | L    | Pittsburgh Penguins |
| 57 | P    | Konstantin Barulin   | 1984 | 186  | 98   | L    | Atlant Mytišči      |
| 71 | A    | Il'ja Koval'čuk      | 1983 | 185  | 99   | R    | Atlanta Thrashers   |
| 83 | P    | Vasilij Košečkin     | 1983 | 200  | 105  | L    | Lada Togliatti      |
| 95 | A    | Aleksej Morozov - A  | 1980 | 183  | 81   | L    | Ak Bars Kazan’      |

LEGENDA:

P = Portiere, D = Difensore, A = Attaccante, L = sinistra, R = destra

### Ucraina
Allenatore:  Oleksandr Seukand.
Lista dei convocati aggiornata al 3 maggio 2007.
| N. | Pos. | Nome                    | Anno | Alt. | Peso | Tiro | Squadra               |
| -- | ---- | ----------------------- | ---- | ---- | ---- | ---- | --------------------- |
| 1  | P    | Oleksandr Fedorov       | 1978 | 182  | 83   | L    | Chimvalakno Mahilëŭ   |
| 2  | D    | Jurij Hun'ko            | 1972 | 190  | 100  | L    | Sokol Kiev            |
| 3  | D    | Serhij Klyment'jev      | 1975 | 181  | 86   | L    | THK Tver'             |
| 4  | D    | Denis Isajenko          | 1980 | 179  | 90   | L    | Homel'                |
| 5  | D    | Oleh Blahoy             | 1979 | 182  | 83   | R    | Sokol Kiev            |
| 6  | D    | Andriy Srjubko          | 1975 | 189  | 96   | L    | Torpedo N. Novg.      |
| 7  | A    | Vasyl' Bobrovnykov      | 1971 | 173  | 82   | L    | Sokol Kiev            |
| 8  | A    | Oleksandr Bobkin        | 1982 | 180  | 90   | L    | Sokol Kiev            |
| 9  | D    | Oleksandr Pobjedonoscev | 1981 | 185  | 89   | L    | Chimvalakno Mahilëŭ   |
| 11 | A    | Serhij Charčenko        | 1976 | 178  | 86   | R    | Hull Stingrays        |
| 12 | D    | V″jačeslav Tymčenko     | 1971 | 182  | 83   | L    | Homel'                |
| 17 | A    | Oleksandr Matvijčuk     | 1975 | 175  | 75   | L    | Sokol Kiev            |
| 18 | A    | Vitalij Semenčenko      | 1974 | 183  | 90   | R    | Junost Minsk          |
| 21 | A    | Vitalij Donika          | 1982 | 182  | 86   | R    | Neftjanik Al'met'evsk |
| 22 | P    | Vadym Seliverstov       | 1978 | 173  | 81   | L    | Sokol Kiev            |
| 23 | A    | Roman Sal'nykov         | 1976 | 183  | 87   | R    | Keramin Minsk         |
| 24 | A    | Artem Hnidenko          | 1980 | 178  | 84   | L    | Vicebsk               |
| 28 | A    | Oleksandr Materuchin    | 1981 | 183  | 86   | R    | Chimvalakno Mahilëŭ   |
| 29 | A    | Valentyn Olec'kyj       | 1971 | 180  | 90   | L    | Homel'                |
| 30 | D    | V″jačeslav Zaval'njuk   | 1974 | 181  | 90   | L    | Magnitogorsk          |
| 32 | D    | Jurij Navarenko         | 1979 | 178  | 80   | L    | Vicebsk               |
| 44 | D    | Vitalij Ljutkevič       | 1980 | 177  | 81   | L    | Keramin Minsk         |
| 50 | P    | Ihor Karpenko           | 1982 | 171  | 89   | L    | Dinamo Minsk          |
| 55 | A    | Dmytro Cyrul'           | 1979 | 182  | 87   | L    | Atlant Mytišči        |
| 77 | A    | Oleh Šafarenko          | 1981 | 180  | 82   | L    | Dinamo Minsk          |

LEGENDA:

P = Portiere, D = Difensore, A = Attaccante, L = sinistra, R = destra